# Цибизова, Татьяна Андреевна
Татьяна Андреевна Цибизова (род. 24 января 1920 году, в деревне Можары Сараевский район Рязанская область — умерла 1981 году) — свинарка колхоза «Память Ильича» Сараевского района Рязанской области. Герой Социалистического Труда (08.01.1960).

## Биография
В 1920 году в деревне Можары родилась Татьяна Цибизова. Трудилась свинаркой в колхозе "Память Ильича" в Сараевском районе Рязанской области. В 1957 году награждена Орденом Ленина.
За получение высокой продуктивности в животноводстве, Указом от 8 января 1960 года, Татьяна Цибизова была удостоена звания Герой Социалистического Труда и награждена Орденом Ленина и золотой медалью "Серп и Молот".
Жила в селе Можары Рязанской области. Умерла в 1981 году. Похоронена на сельском кладбище.

## Награды
Имеет следующие награды:
- Герой Социалистического Труда (08.01.1960);
- Орден Ленина (08.01.1960);
- Орден Ленина (07.02.1957).